# Linia kolejowa nr 378
Linia kolejowa nr 378 – nieistniejąca linia łącząca stację Gołańcz ze stacją Chodzież, przez Margonin i Szamocin
Linia została otwarta w 1908 roku, w 1988 zawieszono ruch pasażerski a pod koniec 1994 towarowy. W 2005 roku linia została usunięta z ewidencji PLK, a rozbiórkę wykonano w październiku 2013 roku. 